# Pożar na MS Maria Konopnicka w Stoczni Gdańskiej
Pożar na statku w Stoczni Gdańskiej – katastrofalny pożar jaki miał miejsce 13 grudnia 1961 roku. Wybuchł on na pokładzie statku MS Maria Konopnicka w basenie portowym Stoczni Gdańskiej.

## Katastrofa i jej przyczyny
W wyniku braku koordynacji prac pomiędzy wydziałami Stoczni, w przedziale maszynowym wybuchł pożar, w którym zginęło 22 stoczniowców. Do pożaru doszło podczas prac przy rurociągu, który dostarczał paliwo do agregatu prądotwórczego. Rurociąg został odłączony w celu poprawienia kilku nieszczelnych spoin i agregat przestał działać. Pracujący w pobliżu stoczniowiec (który nie wiedział o przyczynach odłączenia rurociągu) chcąc przywrócić dostawy energii elektrycznej z agregatu odkręcił zawór doprowadzający ropę do spawanego rurociągu. W rezultacie ropa zapaliła się od płomienia palnika, oblała spawacza, który zginął na miejscu, i, płonąc, zaczęła wylewać się z nieszczelnego rurociągu.
W powstałym zamieszaniu nikt nie pomyślał o zamknięciu zaworu. Gdy płonąca ropa wywołała pożar, stoczniowcy zaczęli uciekać z wnętrza statku, zamykając za sobą włazy i drzwi, aby zahamować szerzenie się pożaru. 21 stoczniowców nie zdążyło uciec, bo płonąca ropa odcięła im drogę – schronili się oni w maszynowni.
Akcja ratunkowa uległa opóźnieniu, ponieważ Portowa Straż Pożarna „Florian” została źle poinformowana o lokalizacji statku. Kiedy strażacy dotarli na miejsce, okazało się, że nie mają wystarczającego wyposażenia (ubrania żaroodporne, aparaty powietrzne etc.), aby ugasić pożar i dotrzeć do stoczniowców w maszynowni (stoczniowcy młotami uderzali w poszycie statku, przez co ratownicy wiedzieli, gdzie oni są). Pomimo tego jeszcze przez kilka godzin istniała możliwość uratowania tych 21 uwięzionych stoczniowców poprzez wypalenie w poszyciu statku otworu ewakuacyjnego dla nich, jednak nikt z dyrekcji stoczni nie podjął ryzyka wydania polecenia wypalenia takiego otworu, obawiając się m.in. wybuchu zbiorników, których dokładnego rozmieszczenia nie znano. Zamiast tego czekano na decyzję z Warszawy. Kiedy ta nadeszła, było już za późno, ponieważ stoczniowcy w międzyczasie zginęli z braku tlenu zużytego przez pożar w zamkniętym wnętrzu statku. 
Śledztwo w sprawie pożaru trwało trzy miesiące, ale sąd ostatecznie nie dopatrzył się winy dyrekcji. Na niewielkie kary skazano czterech oskarżonych, szeregowych pracowników Stoczni.

## Następstwa
Po pożarze statek remontowano ponad rok, po czym przekazano w użytkowanie przedsiębiorstwu Chipolbrok. Statek pływał przez 17 lat pod polską banderą na liniach dalekowschodnich. Następnie został sprzedany armatorowi z Chińskiej Republiki Ludowej. Po zmianie bandery M/S Maria Konopnicka został przechrzczony na YIXING. Statek uległ całkowitemu zniszczeniu w wyniku pożaru, który wybuchł podczas postoju w Szanghaju 30 października 1980.
Wydarzeniom z 13 grudnia 1961 Jacek Kaczmarski poświęcił utwór pod tytułem M/S „Maria Konopnicka", a Andrzej Perepeczko powieść Z obu stron. Ponadto Andrzej Braun napisał powieść Próba ognia i wody, która przedstawia pożar na statku w stoczni przebiegający tak samo, jak pożar na M/S Maria Konopnicka. Powieść ta została sfilmowana pod tym samym tytułem.